# Tân Bắc, Thường Châu
Tân Bắc (chữ Hán giản thể:新北区, chữ Hán phồn thể: 新北區, âm Hán Việt: Tân Bắc khu) là một quận thuộc địa cấp thị Thường Châu, tỉnh Giang Tô, Cộng hòa Nhân dân Trung Hoa. Quận Tân Bắc có diện tích 425 km², dân số năm 2001 là 480.000 người. Quận Tân Bắc được chia thành 3 nhai đạo, 6 trấn.
- Nhai đạo biện sự xứ: Hà Hải, Tam Tỉnh, Long Hổ Đường.
- Trấn: Tân Kiều, Tiết Gia, La Khê, Tây Hậu Dã, Xuân Giang, Mạnh Hà.
- Hương: